# Siegmar (Chemnitz)
Siegmar, Chemnitz-Siegmar – dzielnica miasta Chemnitz w Niemczech, w kraju związkowym Saksonia. 